# Synagoga w Pełczycach
Synagoga w Pełczycach (niem. Synagoge in Bernstein) – główna synagoga pełczyckiej gminy żydowskiej znajdująca się w Nowym Mieście przy dawnej Synagogenstrasse 12 (pol. ulica Synagogi), dziś zwanej ulicą Rybacką.
Synagoga została zbudowana w XIX wieku. W 1933 roku opuszczona synagoga została przejętą przez Hermanna Schulza. Dzięki jego działalności nie została zniszczona podczas nocy kryształowej. Synagoga spłonęła w 1945 roku podczas działań wojennych.